# Marcus Ziegler
Marcus Ziegler (* 10. August 1973) ist ein ehemaliger deutscher Fußballspieler.
Er begann das Fußballspielen beim SGV Murr, bevor er 1988 zu den Junioren des VfB Stuttgart wechselte. Im Sommer 1992 zählte er zum Aufgebot des DFB für die U-18-Europameisterschaft 1992 in Deutschland.
Für die Spielzeit 1992/93 rückte er in den VfB-Profikader auf und bestritt bis 1996 insgesamt acht Bundesligaspiele. Nach einem kurzen Gastspiel beim norwegischen Erstligisten Strømsgodset IF spielte er beim SSV Ulm 1846, beim SSV Reutlingen 05 sowie beim VfR Mannheim in der Regionalliga. 
Nach Ende seiner aktiven Laufbahn engagierte sich Ziegler in verschiedenen Bereichen bei seinem in der Kreisliga spielenden Heimatverein SGV Murr, für den er in der Saison 2008/09 auch als Spieler auflief. Ab Mai 2011 war er dabei fünfeinhalb Jahre Trainer der Wettkampfmannschaft, ehe er Mitte Dezember 2016 zurücktrat.